# فهرست استانداردهای ملی ایران
این مقاله فهرستی از استانداردهای ملی ایران می‌باشد. برای مشاهده فهرست کامل و به‌روز شده‌استانداردهای ایزیری به صفحه جستجوی استانداردهای ملی ایران مراجعه نمایید.

## کمیته‌های ملی تدوین استاندارد
کمیته‌های ملی جداگانه‌ای برای تدوین استانداردهای ملی ایران وجود دارند:

### کمیته ملی برق و الکترونیک
- ایزیری ۲۸۶۸، درجات حفاظت تأمین‌شده توسط محفظه‌ها (کد IP)

### کمیته ملی خودرو و نیرو محرکه
- ایزیری ۶۴۸۴، وی‍ژگی‌ها و روش آزمون وسایل محدودکننده سرعت یا سیستم‌های محدودکننده مشابه در برخی از گروه خودروهای موتوری
- ایزیری ۶۶۰۳، روش‌های آزمون برای تعیین پایداری موتورسیکلت‌های دو چرخ با استفاده از جک‌های وسط و بغل
- ایزیری ۶۹۲۴، تعیین مقررات و روش اجرائی تأیید نوع (Type Approval) وسایل نقلیه موتوری و تریلرهای آنها
- ایزیری ۷۵۵۸، تأیید نوع (Type Approval) موتورگازی و موتورسیکلت و روش اجرائی آن
- ایزیری ۱۳۱۳۹، خودرو - تراکتور - نصب وسایل روشنایی و علامت‌دهنده نوری برای تراکتورهای چرخ‌دار کشاورزی یا جنگل‌داری
- ایزیری ۱۳۲۶۲، ویژگی‌ها و روش‌های آزمون جک‌های مربوط به موتورسیکلت‌های دوچرخ
- ایزیری ۱۳۲۶۳، ویژگی‌ها و روش‌های آزمون ترمز مربوط به موتورسیکلت‌های دو یا سه چرخ

### کمیته ملی مهندسی پزشکی
ایزیری ۱–۸۷۱۵، اپتیک دیدگانی-عدسی‌های عینک -عدسی‌های کار شده نبریده- قسمت اول-ویژگیهای عدسی‌های تک دید و چند کانون

### کمیته ملی اسناد و تجهیزات اداری
- ایزیری ۸۲۰، حروف فارسی در ماشین‌های تحریر
- ایزیری ۱۰۴۱، روش نوشتن تاریخ هجری شمسی

### کمیتهٔ ملی استاندارد کامپیوتر
- ایزیری ۲۹۰۰، کد تبادل اطلاعات بزبان فارسی
- ایزیری ۲۹۰۱، محل قرار گرفتن نشانه‌های فارسی بر روی صفحه‌کلید کامپیوتر
- ایزیری ۳۳۴۲، استاندارد کد تبادل اطلاعات ۸ بیتی فارسی

### کمیته ملی رایانه و فرآوری داده‌ها
- ایزیری ۶۲۱۹، تبادل و شیوهٔ نمایش اطلاعات فارسی براساس یونی کد
- ایزیری ۹۱۴۷، چیدمان حروف و علائم فارسی بر صفحه‌کلید رایانه